# Линецки, Жаклин
Жакли́н Мише́ль Лине́цки (англ. Jaclyn Michelle Linetsky; род. 8 января 1986 года, Монреаль, Квебек, Канада — 8 сентября 2003 года, там же) — канадская актриса кино и озвучивания.

## Биография и карьера
Жаклин Мишель Линецки родилась 8 января 1986 года в Монреале в еврейской семье.
Снималась в фильмах и телесериалах. Работала в качестве актрисы озвучивания, дублируя на английском роль маленького мальчика Кайю, главного героя одноимённого канадского анимационного телесериала для детей, снятого на французском языке. В дальнейшем работала над озвучиванием ряда других детских телевизионных программ и сериалов, а также видеоигр. Озвучила героиню мультсериала «Что с Энди» Лори Макни во второй сезоне. 
В 2003 году Линецки была отобрана на роль Меган О’Коннор в телесериал «Школа первых ракеток», рассказывающем о жизни юных теннисистов. Её героиня Меган по ходу сериала влюблялась в другого юного теннисиста Себастьяна, роль которого исполнял актёр Вадим Шнайдер, вместе со Шнайдером Линецки и погибла.

## Смерть
8 сентября 2003 года, направляясь на съёмки «Школы первых ракеток» автомобиль 17-летних Жаклин Линецки и Вадима Шнайдера потерял управление и вылетел на полосу встречного движения. В результате аварии юные актёры погибли.
К этому моменту Жаклин и Вадим успели сняться в 12 эпизодах телесериала. Сценарий сериала был изменён, вследствие их гибели персонажи Линецки и Шнайдера, Меган и Себастьян погибли в авиакатастрофе, возвращаясь домой с теннисного турнира.